# Khaled Hosseini
Khaled Hosseini (újperzsa nyelven: خالد حسینی [ˈxɒled hoˈsejni]; /ˈhɑːlɛd hoʊˈseɪni/) (Kabul, 1965. március 4. –) afgán születésű amerikai író, orvos. Az egyetem elvégzése után Kaliforniában helyezkedett el orvosként, bár az orvosi hivatást az „előre elrendezett házassághoz” hasonlítja. Három regényt publikált, amelyek közül 2003-as bemutatkozó regénye, a Papírsárkányok a legismertebb. Regényeinek mindegyike legalább részben Afganisztánban játszódik, afgán főszereplőkkel. A Papírsárkányok sikerét követően felhagyott az orvosi praxissal, és minden idejét az írásnak szentelte.
Hosseini Afganisztánban, Kabulban született. 11 éves korában diplomata édesapja kiküldetése miatt a család Franciaországba költözött. Négy évvel később amerikai menedékjogért folyamodtak. Hosseini csekély angoltudással folytatta tanulmányait az amerikai iskolában, később megkapta az amerikai állampolgárságot. Először 2003-ban, 38 évesen tért vissza Afganisztánba, ahol úgy érezte magát, „akár egy turista a saját hazájában”. A vele készült interjúkban bevallotta, hogy néha kínozza a túlélők bűntudata, amiért a szovjet megszállás és az azt követő háborúk előtt elhagyta az országot.
Mindhárom regénye bestseller lett. A Papírsárkányok puha fedelű kiadása 101 hetet töltött a bestsellerlistán (abból négyet az első helyen). A Papírsárkányokat 2007-ben az Egyezer tündöklő nap követte, amely 21 hetet töltött a The New York Times puha fedelű regényeket rangsoroló bestsellerlistáján[6], és 49 hetet (ebből 15-öt az első helyen) a The New York Times keménykötésű bestseller listáján. A két regény összesen több mint 38 millió példányban kelt el világszerte.

## Életrajz

### Ifjúsága
Hosseini 1965. március 4-én született Kabulban, Afganisztánban, öt gyermek közül az elsőként. Mérsékelt muszlim édesapja, Nasser diplomata volt, a külügyminisztériumban dolgozott Kabulban, édesanyja perzsa nyelvet tanított egy leánygimnáziumban. Mindketten Herátból származnak. Etnikai hovatartozásáról Hosseini a következőt nyilatkozta: „Semmi sem vagyok egészen… Egyik felem pastu, a másik tádzsik.” Édesanyja úgy tudja, a pastuk Mohammadzai törzséből származik. A Kabul Wazir Akbar Khan negyedében felnőtt Hosseini kiváltságosnak nevezi középosztálybeli neveltetését. Úgy emlékszik, hogy húgát, Rayát sosem érte diszkrimináció azért, mert nő. Hosseini emlékei szerint Kabul „egyre növekvő, virágzó, kozmopolita város” volt, ahol rendszeresen eregetett sárkányt az unokatestvéreivel.
1970-ben Hosseini édesapja Afganisztán Iráni nagykövetségén kapott munkát, így a család Teheránba költözött. 1973-ban visszaköltöztek Kabulba, és ebben az évben született meg Hosseini fiatalabbik öccse. 1976-ban, amikor Hosseini 11 éves volt, édesapját Párizsba helyezték át, így a család a francia fővárosba költözött. Kabulba már nem tudtak visszatérni, miután 1978 áprilisában kitört a Saur-forradalom, amelynek során az Afganisztáni Népi Demokratikus Párt (PDPA) átvette a hatalmat. 1980-ban, nem sokkal a szovjet–afgán háború kitörése után a család amerikai menedékjogért folyamodott, és a kaliforniai San Joséban telepedett le. Hosseini akkor 15 éves volt, és nem beszélt angolul. A változást „kultúrsokként” és „elidegenítő élményként” jellemezte.
A család az Afganisztánban maradt barátok és rokonok révén az országtól távol is tisztában volt az otthoni zavargásokkal. Hosseini így beszélt erről:
„Sok rokonunk és barátunk élt Kabulban. A kommunista hatalomátvétel a ’73-as puccsal szemben rendkívül erőszakos volt. Rengeteg embert bevittek, kivégeztek vagy börtönbe zártak. Gyakorlatilag mindenkit üldöztek és bebörtönöztek, aki kapcsolatba hozható volt az előző rezsimmel vagy az uralkodócsaláddal. Sokan egyszerűen csak eltűntek. Eljutott hozzánk a híre annak, ha barátokkal, ismerősökkel, néha családtagokkal történt ilyesmi, ha börtönbe kerültek, vagy még rosszabb, eltűntek. Senki sem tudta, mi lett velük. Néhányuk sosem került elő. A feleségem nagybátyja nagyon híres énekes és zeneszerző volt Kabulban, nyíltan vállalta a kommunista-ellenességét, és egyszer csak eltűnt. A mai napig nem tudjuk, mi történt vele. Mi Európában hallottunk a tömeges kivégzésekről, a rémtettekről. Szürreális volt, és nagyon is átéreztük a helyzet súlyosságát.”

### Pályafutása
Hosseini a San Jose-i Independence középiskolában érettségizett 1984-ben, majd 1988-ban biológus diplomát szerzett a Santa Clara Egyetemen. A következő évben kezdte meg tanulmányait a San Diegó-i University of California orvosi karán, ahol 1993-ban szerezte meg orvosi diplomáját. 1996-ban a Los Angeles-i Cedars-Sinai Medical Center belgyógyász rezidense volt. A Papírsárkányok megjelenése után még másfél évig, összesen több mint tíz évig praktizált belgyógyászként.
Hosseini jelenleg az ENSZ Menekültügyi Főbiztosságának (UNHCR) jószolgálati nagykövete. A Khaled Hessini Alapítványon keresztül humanitárius tevékenységet folytat Afganisztánban. Az alapítvány ötlete 2007-ben született meg, amikor Hosseini az UNHCR felkérésére Afganisztánban járt.
Hosseini Észak-Kaliforniában él feleségével, Royával és két gyermekükkel, Harisszel és Farah-val.

## Hatások
Hosseini gyerekként a perzsa versek mellett olyan regényeket olvasott perzsa fordításban, mint az Alice Csodaországban vagy Mickey Spillane Mike Hammer-sorozatának könyvei.
Első regényét, a Papírsárkányokat „a szovjet háború előtti, békés Afganisztánban töltött gyermekkorának szép emlékei" és az afganisztáni hazarák ihlették. Az Iránban töltött évek idején egy hazara férfi, Hossein Khan dolgozott a Hosseini családnál, ő tanította meg írni és olvasni a harmadik osztályos Khaledet. Bár viszonya Khannal rövid és viszonylag formális volt, Hosseini kettejük kapcsolatáról őrzött emlékei ihlették Hassan és Amir kapcsolatát a Papírsárkányokban. 2013-as And The Mountains Echoed című regényének megírásakor Hosseini a család párizsi menekültéveit és az Afganisztánban, a gyerekek között töltött idő emlékeit elevenítette fel.

## Regények
Hosseini 2003-ban publikálta Papírsárkányok c. első regényét, amelynek főhőse egy gyermekkori esemény emlékével küszködő, fiatal fiú, Amir jobb kapcsolat kialakítására törekszik édesapjával. A történet Afganisztánban játszódik a monarchia megdöntésétől a tálib rezsim bukásáig tartó időszakban, valamint a San Franciscó-i öböl környékén, a kaliforniai Fremontban. Fő témái a hazarák és a pastuk közti etnikai feszültség, valamint Amirnak és édesapjának az USA-ban bevándorlóként szerzett tapasztalatai.
A regény a Nielsen BookScan adatai szerint a harmadik helyet szerezte meg az USA 2005-ös könyveladási listáján. A Papírsárkányok a szerző előadásában hangoskönyvként is megjelent. 2007. decemberben mutatták be a regény azonos című filmes adaptációját. Ebben statisztaként Hosseini is feltűnik, egy nézelődőt alakít abban a jelenetben, amelyben Amir megvásárolja a papírsárkányt, amelyet később Sohrabbal ereget.
Hosseini második regénye, a 2007-ben megjelent Ezeregy tündöklő nap szintén Afganisztánban játszódik. Története Hosseini első regényének történetéhez hasonló, de inkább női perspektívából mutatja be az eseményeket, amelyek során összefonódik két nő, Mariam és Laila sorsa. A történet Afganisztánban játszódik a szovjet megszállástól a tálib rezsim bukása utáni újjáépítés 30 évében. A regény a Riverhead Books gondozásában 2007. május 22-én, a Simon & Schuster által kiadott hangoskönyv megjelenésével egy napon jelent meg. A megfilmesítés jogát Scott Rudin és a Columbia Pictures vásárolta meg.
Hosseini harmadik regénye, az And the Mountains Echoed 2013. május 21-én jelent meg. Hosseini a következőket nyilatkozta munkájáról: 
„Regényeim visszatérő központi eleme a család. Korábbi regényeim lényegében az apaságról és az anyaságról szóló történetek voltak. Új regényem is egy többgenerációs családregény. Ezúttal fivérek és nővérek állnak a középpontban, az ő szeretetük, sérelmeik, csalásaik, becsületük és egymás iránti önfeláldozásuk. Örömömre szolgál, hogy megoszthatom ezt a regényt az olvasókkal.”

## Bibliográfia
- Papírsárkányok (2003)
- Ezeregy tündöklő nap (2007)[4]
- And the Mountains Echoed (2013)

## Magyarul
- Papírsárkányok. Hazatérés Afganisztánba; ford. Vajda György; Tericum, Bp., 2005
- Ezeregy tündöklő nap; ford. Bobory Dóra; Tericum, Bp., 2008
- És a hegyek visszhangozzák; ford. Nagy Gergely; Libri, Bp., 2013